# Девять совсем незнакомых людей (сериал)
«Девять совсем незнакомых людей» (англ. Nine Perfect Strangers) — американский художественный сериал по одноимённому роману Лианы Мориарти с Николь Кидман, Мелиссой Маккарти, Люком Эвансом и Мелвином Греггом в главных ролях. Премьерный показ первого сезона проходил с 18 августа по 22 сентября 2021 года, показ второго — с 21 мая по 2 июля 2025 года.

## Сюжет
Действие происходит в элитном пансионате, куда приезжают девять человек: семья Маркони, писательница Фрэнсис, супруги Бен и Джессика, журналист Ларс, разведённая домохозяйка Кармел, пенсионер Тони. Директор пансионата, загадочная и просвещённая русская женщина Маша Дмитриченко, обещает исцеление тела и души. Каждый из гостей хочет забыть своё мрачное прошлое, но получится это не у всех.

## В ролях
- Николь Кидман — Маша
- Мелисса Маккарти — Фрэнсис
- Люк Эванс — Ларс
- Мелвин Грегг — Бен
- Самара Уивинг — Джессика
- Майкл Шеннон — Наполеон Маркони
- Ашер Кедди — Хизер
- Грэйс Ван Паттен — Зои Маркони
- Мэнни Хасинто — Яо
- Тиффани Бун — Делайла
- Реджина Холл — Кармел
- Бобби Каннавале — Тони

## Эпизоды
| Сезон | Серии | Серии | Даты показа     | Даты показа      |
| Сезон | Серии | Серии | Первая серия    | Последняя серия  |
| ----- | ----- | ----- | --------------- | ---------------- |
| 1     | 8     | 8     | 18 августа 2021 | 22 сентября 2021 |
| 2     | 8     | 8     | 21 мая 2025     | 2 июля 2025      |

## Создание и релиз
О начале работы над экранизацией романа Лианы Мориарти «Девять совсем незнакомых людей» стало известно 1 мая 2019 года. Сериал снимался для стримингового сервиса Hulu. Съемки проходили в Австралии и закончились 21 декабря 2020 года. Первый трейлер сериала был показан 25 апреля 2021 года на ABC. Премьерный показ начался 18 августа 2021 года на Hulu в США и Китае, на Amazon Prime Video в остальных странах.
В 2022 году появлялись сообщения о том, что сериал собираются продлить на второй сезон, но только в июне 2023 года стало известно, что второй сезон действительно будет. Николь Кидман в нём снова сыграла Машу и выступила в роли продюсера. 20 июля 2024 года стало известно о завершении съёмок, премьерный показ проходил с 21 мая по 2 июля 2025 года.

## Оценки
Критики отмечают довольно вялую детективную составляющую сюжета и неубедительную игру Николь Кидман (её персонаж здесь — русская). Достоинства сериала — актёрские работы Майкла Шеннона, Люка Эванса и Самары Уивинг, трогательные отношения, постепенно возникающие между героями. Рецензент «Комсомольской правды» охарактеризовал «Девять совсем незнакомых людей» как «довольно аккуратную экранизацию неплохого, но не сказать чтоб грандиозного романа». Рецензент «Медузы» раскритиковал работу режиссёра.
На сайте-агрегаторе отзывов Rotten Tomatoes сериал получил рейтинг 59 % и среднюю оценку 6,1 из 10. Рецензенты с этого ресурса констатировали, что сюжет слишком запутан, но актёрская игра всё же делает «Девять совсем незнакомых людей» увлекательным зрелищем. На сайте Metacritic шоу получило 54 балла из 100, что указывает на «смешанные или средние отзывы».